# Вранска епархия
Вранската епархия (на сръбски: Епархија врањска) е епархия на Сръбската православна църква, обхващаща югоизточната част на Република Сърбия с център Враня (Вране).

## История
В османско време във Враня има викарен епископ на Скопската митрополия. От 1857 до 1865 година това е Паисий Перистерски.

## Епископи
| Име      | Име                 | Управление                    | Забележка                           |
| -------- | ------------------- | ----------------------------- | ----------------------------------- |
| Дометиан | Доментијан Павловић | 11 юни 1978 – 2 юни 1983      |                                     |
| Сава     | Сава Андрић         | 11 юни 1984 - 17 ноември 1991 | от моравички т.е., в браничевски е. |
| Пахомий  | Пахомије Гачић      | 23 август 1992 –              |                                     |

## Манастири
| Име                      | Име                                      | Селище       | Селище       |
| ------------------------ | ---------------------------------------- | ------------ | ------------ |
| „Свети Прохор Пчински“   | Манастир Преподобни Прохор Пчињски       |              |              |
| Свети Николай            | Манастир св. оца Николаја                | Враня        | Врање        |
| „Свети Илия“             | Манастир св. пророка Илије               | Брестница    | Бресница     |
| „Свети Стефан“           | Манастир св. Стефана                     | Горно Жабско | Горње Жапско |
| „Св. св. Петър и Павел“  | Манастир св. апостола Петра и Павла      | Дубница      | Дубница      |
| „Свети Илия“             | Манастир св. пророка Илије               | Кацапун      | Кацапун      |
| „Свети Пантелеймон“      | Манастир св. великомученика Пантелејмона | Лепчинце     | Лепчинце     |
| „Свети Архангел Гавриил“ | Манастир св. архангела Гаврила           | Лопардинце   | Лопардинце   |
| „Св. св. Петър и Павел“  | Манастир св. апостола Петра и Павла      | Милевци      | Милевци      |
| „Свети Георги“           | Манастир св. великомученика Георгија     | Ораовица     | Ораовица     |
| „Въведение Богородично“  | Манастир Ваведења Пресвете Богородице    | Паля         | Паља         |
| „Свети Симеон Стълпник“  | Манастир св. Симеона Столпника           | Содерце      | Содерце      |

## Храмове
| Наместничество      | Селище           | Селище           | Църква                                       | Църква                                                   |
| ------------------- | ---------------- | ---------------- | -------------------------------------------- | -------------------------------------------------------- |
| Пчинско             | Враня            | Врање            | „Света Троица“                               | Црква Свете Тројице                                      |
|                     |                  |                  | „Свети Юстин Философ и Свети Юстин Челийски“ | Црква Светог Јустина Философа и Светог Јустина Ћелијског |
|                     |                  |                  | „Света Параскева“                            | Црква Свете преподобномученице Параскеве – Бели мост     |
|                     |                  |                  | „Успение Богородично“                        | Црква Успенија Пресвете Богородице – Собина              |
|                     |                  |                  | „Света Параскева“                            | Црква Свете преподобне Параскеве – Шапраначко гробље     |
|                     |                  |                  | „Свети Марк“                                 | Црква Светог апостола и јеванђелисте Марка               |
|                     |                  |                  | Църква на Бунушевацкото гробище              | Црква – Бунушевачко гробље                               |
|                     |                  |                  | Църквище Марково кале                        | Црквиште Марково Кале                                    |
|                     | Белиновце        | Белиновце        | „Света Троица“                               | Црква Свете Тројице                                      |
|                     | Бресница         | Бресница         | „Света Марина“                               | Црква Св. великомученице Марине                          |
|                     | Булесовце        | Буљесовце        | Параклис                                     | Капела                                                   |
|                     | Бущране          | Буштрање         | „Свети Димитър“                              | Црква Светог великомученика Димитрија                    |
|                     |                  |                  | „Свети Георги“                               | Црква Светог великомученика Георгија                     |
|                     | Власе            | Власе            | „Свети Илия“                                 | Црква Светог пророка Илије                               |
|                     | Вранска баня     | Врањска Бања     | „Свети Илия“                                 | Црква Светог пророка Илије                               |
|                     | Големо село      | Големо Село      | „Свети Прокопий“                             | Црква Светог великомученика Прокопија                    |
|                     | Горни Въртогош   | Горњи Вртогош    | „Рождество Богородично“                      | Црква Рождества Пресвете Богородице                      |
|                     | Горно Пунушевце  | Горње Пунушевце  | „Свети Георги“                               | Црква Светог великомученика Георгија                     |
|                     | Горно Требешине  | Горње Требешиње  | Параклис „Свети Архангел Гавриил“            | Капела св. архангела Гаврила                             |
|                     | Градня           | Градња           | „Свети Николай“                              | Црква Светог оца Николаја                                |
|                     | Гумерище         | Гумериште        | „Света Богородица“                           | Црква Пресвете Богородице                                |
|                     | Давидовац        | Давидовац        | „Свети Георги“                               | Црква Светог великомученика Георгија                     |
|                     | Добреянце        | Добрејанце       | Църквище                                     | Црквиште Добрејанце                                      |
|                     | Долни Въртогош   | Доњи Вртогош     | „Св. св. Петър и Павел“                      | Црква Светог апостола Петра и Павла                      |
|                     | Долни Нерадовац  | Доњи Нерадовац   | „Свети Георги“                               | Црква Светог великомученика Георгија                     |
|                     | Долно Жабско     | Доње Жапско      | „Свети Георги“                               | Црква Светог великомученика Георгија                     |
|                     | Долно Требешине  | Доње Требешиње   | „Свети Архангел Гавриил“                     | Црква Светог архангела Гаврила                           |
|                     | Дреновац         | Дреновац         | „Свети Георги“                               | Црква Светог великомученика Георгија                     |
|                     | Дубница          | Дубница          | „Света Богородица“                           | Црква Пресвете Богородице                                |
|                     |                  |                  | „Свети Илия“                                 | Црква Светог пророка Илије                               |
|                     | Катун            | Катун            | „Възнесение Господне“                        | Црква Вазнесења Господњег                                |
|                     | Корбевац         | Корбевац         | „Успение Богородично“                        | Црква Успенија Пресвете Богородице                       |
|                     | Крива Фея        | Крива Феја       | „Св. св. Петър и Павел“                      | Црква Светог апостола Петра и Павла                      |
|                     | Крушева глава    | Крушева Глава    | Църквище                                     | Црквиште Крушева Глава                                   |
|                     | Кумарево         | Кумарево         | „Свети Николай“                              | Црква Светог оца Николаја                                |
|                     | Лепчинце         | Лепчинце         | „Свети Спас“                                 | Црква Светог Спаса                                       |
|                     | Луково           | Луково           | „Света Параскева“                            | Црква Свете преподобне Параскеве                         |
|                     | Миланово         | Миланово         | „Свети“                                      | Црква Светог архангела Гаврила                           |
|                     | Миливойце        | Миливојце        | „Свети Георги“                               | Црква Светог великомученика Георгија                     |
|                     | Мощаница         | Моштаница        | „Света Магдалина“                            | Црква Свете блажене Магдалене                            |
|                     | Остра глава      | Остра Глава      | „Рождество Богородично“                      | Црква Светог Рождества Пресвете Богородице               |
|                     | Павловац         | Павловац         | „Св. св. Константин и Елена“                 | Црква Светог цара Константина и царице Јелене            |
|                     | Преображение     | Преображење      | „Преображение Господне“                      | Црква Преображења Господњег                              |
|                     | Първонек         | Првонек          | „Свети Йоан Кръстител“                       | Црква Светог Јована Крститеља                            |
|                     | Ратае            | Ратаје           | „Рождество Богородично“                      | Црква Рождества Пресвете Богородице                      |
|                     | Русце            | Русце            | „Свети Илия“                                 | Црква Светог пророка Илије                               |
|                     | Свети Илия       | Свети Илија      | „Свети Илия“                                 | Црква Светог пророка Илије                               |
|                     | Сикире           | Сикирје          | „Успение Богородично“                        | Црква Успенија Пресвете Богородице                       |
|                     | Смилевич         | Смиљевић         | „Света Марина“                               | Црква Свете Марине                                       |
|                     | Стари Глог       | Стари Глог       | „Свети Архангел Гавриил“                     | Црква Светог архангела Гаврила                           |
|                     | Стрешак          | Стрешак          | Църквище                                     | Црквиште Стрешак                                         |
|                     | Стропско         | Стропско         | „Света Параскева“                            | Црква Свете преподобне Параскеве                         |
|                     | Тесовище         | Тесовиште        | „Свети Йоан Богослов“                        | Црква Светог Јована Богослова                            |
|                     | Тибужде          | Тибужде          | „Рождество Богородично“                      | Црква Рождества Пресвете Богородице                      |
|                     | Топлац           | Топлац           | „Св. св. Петър и Павел“                      | Црква Светог апостола Петра и Павла                      |
|                     | Тумба            | Тумба            | Църквище                                     | Црквиште                                                 |
|                     | Чуковац          | Ћуковац          | „Свети Николай“                              | Црква Светог оца Николаја                                |
| Прешевско           | Прешево          | Прешево          | „Свети Димитър“                              | Црква Светог Великомученика Димитрија                    |
|                     | Баралевац        | Бараљевац        | Църквище                                     | Црквиште                                                 |
|                     | Биляча           | Биљача           | „Свети Марк“                                 | Црква Светог апостола Јеванђелисте Марка                 |
|                     | Богдановац       | Богдановац       | „Свети Симеон Стълпник“                      | Црква Светог Симеона Столпника                           |
|                     | Божиневац        | Божињевац        | „Вси Сръбски Светии“                         | Црква Свим Српским Светитељима                           |
|                     | Буяновац         | Бујановац        | „Св. св. Петър и Павел“                      | Црква Светих апостола Петра и Павла                      |
|                     | Бърняре          | Брњаре           | „Свети Николай“                              | Црква Светог Николе                                      |
|                     | Велики Търновац  | Велики Трновац   | „Св. св. Константин и Елена“                 | Црква Светог цара Константина и царице Јелене            |
|                     | Воганце          | Воганце          | Църквище                                     | Црквиште                                                 |
|                     | Горновац         | Горновац         | Църквище                                     | Црквиште                                                 |
|                     | Долна Търница    | Доња Трница      | „Успение Богородично“                        | Црква Успенија Пресвете Богородице                       |
|                     |                  |                  | „Свети Архангел Гавриил“                     | Цеква Светог Архангела Гаврила                           |
|                     | Долни Кози дол   | Доњи Козји Дол   | „Преображение Господне“                      | Црква Преображења Господњег                              |
|                     | Долни Стаевац    | Доњи Стајевац    | „Св. св. Петър и Павел“                      | Црква Светих апостола Петра и Павла                      |
|                     | Жбевац           | Жбевац           | „Света Троица“                               | Црква Свете Тројице                                      |
|                     | Жужелица         | Жужељица         | „Преображение Господне“                      | Црква Преображења Господњег                              |
|                     | Зладовце         | Зладовце         | „Света Троица“                               | Свете Тројице                                            |
|                     | Карадник         | Карадник         | „Възнесение Господне“                        | Црква Вазнесења Господњег                                |
|                     | Кленике          | Кленике          | „Света Параскева“                            | Црква Свете Преподобне Параскеве                         |
|                     | Клиновац         | Клиновац         | „Свети Николай“                              | Црква Светог Оца Николаја                                |
|                     | Кущица           | Куштица          | „Св. св. Константин и Елена“                 | Црква Светог цара Константинѕ и царице Јелене            |
|                     | Кършевица        | Кршевица         | „Свети Георги“                               | Црква Светог Ђорђа                                       |
|                     | Левосое          | Левосоје         | „Свети Илия“                                 | Црква Светог Пророка Илије                               |
|                     | Лесница          | Лесница          | „Света Параскева“                            | Црква Свете преподобне Параскеве                         |
|                     | Лилянце          | Љиљанце          | „Свети Прокопий“                             | Црква Светог Прокапија                                   |
|                     | Лопардинце       | Лопардинце       | „Свети Георги“                               | Црква Светог Ђорђа                                       |
|                     | Лучане           | Лучане           | „Света Параскева“                            | Црква Свете Преподобне Параскеве                         |
|                     | Марганце         | Марганце         | „Света Троица“                               | Црква Свете Тројице                                      |
|                     | Ново село        |                  | „Свети Йоан Кръстител“                       | Црква Усековање главе Светог Јована Крститеља            |
|                     | Претина          | Претина          | Църквище                                     | Црквиште                                                 |
|                     | Пчински манастир | Пчињски манастир | Постница на Свети Прохор Пчински             | Испосница Светог Прохора Пчињског                        |
|                     | Радовница        | Радовница        | „Свети Илия“                                 | Црква пророка Илије у Радовници                          |
|                     | Раинце           | Раинце           | „Света Параскева“                            | Црква Свете преподобне Параскеве                         |
|                     | Раковац          | Раковац          | „Света Параскева“                            | Црква Свете Преподобномученице Параскеве                 |
|                     | Релян            | Рељан            | „Свети Архангел Гавриил“                     | Црква Светог Архангела Гаврила                           |
|                     | Свинище          | Свињиште         | Църквище                                     | Црквиште                                                 |
|                     | Себрат           | Себрат           | Църквище                                     | Црквиште                                                 |
|                     | Сеяце            | Сејаце           | „Свети Илия“                                 | Црква Светог Пророка Илије                               |
|                     | Спанчевац        | Спанчевац        | Църквище „Свети Георги“                      | Црквиште Светог Георгија                                 |
|                     | Сръбска Куча     | Српска Кућа      | „Свети Йоан Богослов“                        | Црква Светог Јована Богослова                            |
|                     | Старац           | Старац           | „Света Троица“                               | Црква Свете Тројице                                      |
|                     | Сурлица          | Сурлица          | „Света Параскева“                            | Капела Свете преподобне Параскеве                        |
|                     | Търговище        | Тървовиште       | „Свети Николай“                              | Црква Светог Оца Николаја                                |
|                     | Търнава          | Трнава           | „Свети Йоан Кръстител“                       | Црква Светог Јована Крститеља                            |
|                     | Узово            | Узово            | Църквище                                     | Црквиште                                                 |
|                     | Чукарка          | Чукарка          | „Свети Георги“                               | Црква Светог Великомученика Георгија                     |
|                     | Шаинце           | Шаинце           | „Свети Йоан Богослов“                        | Црква Светог Јована Богослова                            |
|                     | Шапранце         | Шапранце         | „Свети Николай“                              | Црква Светог Николе                                      |
|                     | Ябланица         | Јабланица        | „Св. св. Петър и Павел“                      | Црква Светог апостола Петра и Павла                      |
| Масуричко-Поляничко | Владичин хан     | Владичин Хан     | „Свети княз Лазар Косовски“                  | Црква Светог кнеза Лазара Косовског                      |
|                     | Бациевце         | Бацијевце        | Църквище                                     | Црквиште                                                 |
|                     | Белановце        |                  | „Свети Пантелеймон“                          | Црква Светог великомученика Пантелејмона                 |
|                     | Белишево         | Белишево         | „Свети Георги“                               | Црква Светог великомученика Георгија                     |
|                     | Богошево         | Богошево         | „Свети Пантелеймон“                          | Црква Светог великомученика Пантелејмона                 |
|                     | Брестово         | Брестово         | „Свети Йоан Богослов“                        | Црква Светог Јована Богослова                            |
|                     | Власина рид      | Власина Рид      | „Свети Илия“                                 | Црква Светог пророка Илије                               |
|                     | Горно Ябуково    | Горње Јабуково   | „Света Параскева“                            | Црква Свете преподобне Параскеве                         |
|                     | Дикава           | Дикава           | Църквище                                     | Црквиште                                                 |
|                     | Долно Романовце  | Доње Романовце   | „Свети Пантелеймон“                          | Црква Светог великомученика Пантелејмона                 |
|                     | Йелашница        | Јелашница        | „Рождество Богородично“                      | Црква Рождества Пресвете Богородице                      |
|                     | Клисура          | Клисура          | „Света Троица“                               | Црква Свете Тројице                                      |
|                     | Колуница         | Колуница         | „Свети Архангел Гавриил“                     | Црква св. архангела Гаврила                              |
|                     | Кострошевци      | Кострошевци      | „Свети Николай“                              | Црква Светог оца Николаја                                |
|                     | Куново           | Куново           | „Света Троица“                               | Црква Свете Тројице                                      |
|                     | Лепеница         | Лепеница         | „Света Параскева“                            | Црква Свете преподобне Параскеве                         |
|                     | Масурица         | Масурица         | Църквище „Света Петка“                       | Црквиште Свете Петке                                     |
|                     | Мачкатица        | Мачкатица        | „Свети Йоан Кръстител“                       | Црква Светог Јована Крститеља                            |
|                     | Мъртвица         | Мртвица          | „Успение Богородично“                        | Црква Успенија Пресвете Богородице                       |
|                     | Прекодолце       | Прекодолце       | „Свети Николай“                              | Црква Светог оца Николаја                                |
|                     | Равна река       | Равна Река       | „Успение Богородично“                        | Црква Успенија Пресвете Богородице                       |
|                     | Ружич            | Ружић            | „Света Параскева“                            | Црква Свете преподобне Параскеве                         |
|                     | Стрезимировци    | Стрезимировци    | „Свети Архангел Гавриил“                     | Црква Светог архангела Гаврила                           |
|                     | Стубал           | Стубал           | „Преображение Господне“                      | Црква Преображења Господњег                              |
|                     | Сувойница        | Сувојница        | „Света Троица“                               | Црква Свете Тројице                                      |
|                     | Сухи дол         | Сухи Дол         | Църквище                                     | Црквиште                                                 |
|                     | Сурдулица        | Сурдулица        | „Свети Георги“                               | Црква Светог великомученика Георгија                     |
|                     | Теговище         | Теговиште        | Църквище                                     | Црквиште                                                 |
|                     | Топли До         | Топли До         | „Свети Прокопий“                             | Црква Светог великомученика Прокопија                    |
|                     | Ястребац         | Јастребац        | „Свети Илия“                                 | Црква Светог пророка Илије                               |
| Босилеградско       | Босилеград       | Босилеград       | „Рождество Богородично“                      | Црква Рождества Пресвете Богородице                      |
|                     | Белут            | Белут            | „Свети Филип“                                | Црква апостола Филипа                                    |
|                     | Бистър           | Бистар           | „Свети Филип“                                | Црква апостола Филипа                                    |
|                     | Божица           | Божица           | „Св. св. Петър и Павел“                      | Црква св. апостола Петра и Павла                         |
|                     |                  |                  | „Свети Николай“                              | Црква Светог Николе                                      |
|                     | Бранковци        | Бранковци        | „Свети Харалампий“                           | Црква Светог Харалампија                                 |
|                     | Буцелево         | Буцељево         | „Свети Илия“                                 | Црква Светог пророка Илије                               |
|                     | Гащевица         | Гаштевица        | „Света Троица“                               | Црква Свете Тројице                                      |
|                     | Гложие           | Гложје           | „Свети Илия“                                 | Црква Светог пророка Илије                               |
|                     | Горна Лисина     | Горња Лисина     | „Свети Илия“                                 | Црква Светог пророка Илије                               |
|                     |                  |                  | „Света Параскева“                            | Црква Свете преподобне Параскеве                         |
|                     | Горна Любата     | Горња Љубата     | „Свети Архангел Михаил“                      | Црква Светог архангела Михаила                           |
|                     | Горно Тлъмино    | Горње Тламино    | „Рождество Богородично“                      | Црква Рождества Пресвете Богородице                      |
|                     |                  |                  | „Свети Илия“                                 | Црква Светог пророка Илије                               |
|                     | Груинци          | Грујинци         | „Света Параскева“                            | Црква Свете преподобне Параскеве                         |
|                     | Доганица         | Доганица         | „Свети Марк“                                 | Црква Светог апостола и јеванђелисте Марка               |
|                     | Долна Лисина     | Доња Лисина      | „Света Параскева“                            | Црква св. преподобне Параскеве                           |
|                     | Долна Любата     | Доња Љубата      | „Възнесение Господне“                        | Црква Светог Спаса – Вазнесење Господње                  |
|                     |                  |                  | „Свети Николай“                              | Црква Светог оца Николаја                                |
|                     | Долно Тлъмино    | Доње Тламино     | „Свети Георги“                               | Црква Светог великомученика Георгија                     |
|                     | Дукат            | Дукат            | „Успение Богородично“                        | Црква Успенија Пресвете Богородице                       |
|                     | Зли дол          | Зли Дол          | „Свети Илия“                                 | Црква Светог пророка Илије                               |
|                     |                  |                  | „Света Малия Магдалина“                      | Црква Светевеликомученице Марије Магдалене               |
|                     | Извор            | Извор            | „Света Троица“                               | Црква Свете Тројице                                      |
|                     | Паралово         | Паралово         | „Свети Иван Рилски“                          | Црква Светог Јована Рилског                              |
|                     | Плоча            | Плоча            | „Света Троица“                               | Црква Свете Тројице                                      |
|                     | Райчиловци       | Рајчиловци       | „Възнесение Господне“                        | Црква Светог Спас“ – Вазнесење Господње                  |
|                     | Ресен            | Ресен            | „Света Богородица“                           | Црква Светог Пресвета Богородице                         |
|                     |                  |                  | „Свети Илия“                                 | Црква Светог пророка Илије                               |
|                     | Рибарци          | Рибарци          | „Света Параскева“                            | Црква Свете Параскеве                                    |
|                     |                  |                  | Църквище „Свети Георги“                      | Црквиште св. великомученика Георгија                     |
|                     | Рикачево         | Рикачево         | „Свети Пантелеймон“                          | Црква Светог великомученика Пантелејмона                 |
|                     |                  |                  | „Успение Богородично“                        | Црква Успенија Пресвете Богородице                       |
|                     | Топли дол        | Топли Дол        | „Свети Георги“                               | Црква Светог великомученика Георгија                     |
|                     | Църнощица        | Црноштица        | „Свети Николай“                              | Црква Светог Никола                                      |
|                     |                  |                  | „Св. св. Петър и Павел“                      | Црква Светог апостола Петра и Павла                      |
|                     | Ярешник          | Јарешник         | „Света Параскева“                            | Црква Свете преподобне Параскеве                         |